# L'Infirmière Magazine
L'Infirmière magazine est un magazine mensuel français d'information professionnelle à destination des infirmières. Le premier numéro a été publié en février 1987 sous l’égide du groupe néerlandais d'édition professionnelle Wolters Kluwer. À la suite de rachats (notamment par Newsmed), L’Infirmière magazine appartient, depuis décembre 2013,  au groupe de médias Initiatives Santé.

## Histoire

### À l'origine:L'Infirmière française(1923-1985)
En avril 1923, Léonie Chaptal, pionnière dans l'organisation et la réglementation de la profession infirmière en France, accepte de collaborer au lancement d'une revue destinée aux infirmières : ce premier journal d'information professionnelle à destination des infirmières, l'Infirmière française, est créé par le Pr Calmette, directeur, les Drs Cruveilhier et Lafosse, rédacteurs en chef. Mlle Chaptal est rédactrice du bulletin professionnel. D’avril à décembre 1923, 1,500 personnes s’abonnent. En désaccord sur l’orientation de la revue, Léonie Chaptal devient la rédactrice en chef du magazine en décembre 1928. Les médecins fondateurs, eux, démissionnent. Présidente de l'Association nationale des infirmières de l'État français (Anidef), elle déclare : « Notre revue devient, avec le premier numéro de 1929, le porte-parole direct des infirmières diplômées de l'État français. »

### Un outil militant (1985-1994)
En 1985, le journaliste Thierry Verret rachète les Éditions Lamarre et confie à Annick Jouan, infirmière en clinique privée, la rédaction en chef de l'Infirmière française. En décembre 1985, une nouvelle formule est lancée, sous le titre de la Lettre de l'Infirmière française. En février 1987, le premier numéro de l'Infirmière magazine paraît, consacré aux risques professionnels des infirmières. La première formule se présente comme un magazine militant visant à fédérer la profession autour d'un titre écrit « par et pour les infirmières », et non par les médecins. Le mouvement infirmier de 1988 permet à la revue de prospérer sur une base militante, et aborde régulièrement les thèmes des salaires, des conditions de travail et la reconnaissance de la profession. Parallèlement, le magazine organise, en 1988, la première édition du Salon infirmier, qui réunit 25 000 infirmiers et infirmières au Parc floral de Paris.

### Un outil d'information socio-professionnelle (depuis 1994)

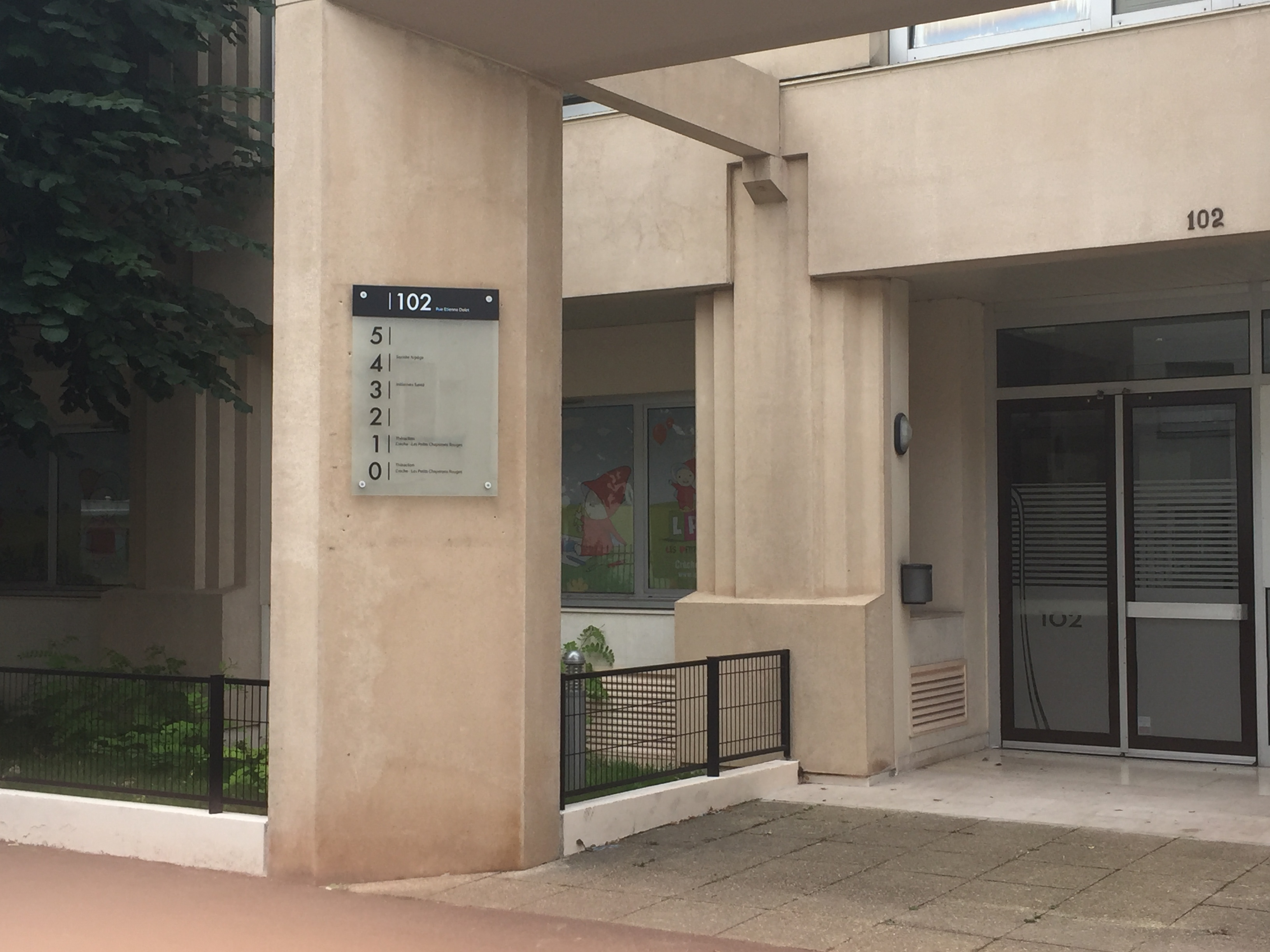
L'immeuble d'Initiatives Santé, à Malakoff, siège de la rédaction de L'Infirmière magazine.

En 1994, les Éditions Lamarre, qui éditent L'Infirmière magazine, sont rachetées par le groupe Wolters Kluwer, qui intègre trois ans plus tard le titre au groupe Liaisons, lui-même racheté en 1997. Peu à peu, la logique militante est abandonnée au profit d'une logique économique visant à assurer la viabilité du titre dans un contexte général de crise de la presse. Les journalistes professionnels deviennent majoritaires dans l'équipe permanente, même si les soignants restent très présents dans les instances du magazine (comité de rédaction) et parmi les collaborateurs extérieurs. La logique économique mise en place se manifeste aussi par une politique de ciblage du lectorat et par la création d'autres titres, également propriétés du groupe Liaisons, à destination des Infirmières libérales (L'Infirmière libérale magazine, supplément de L'Infirmière magazine, devient un titre séparé en mars 1991) et des cadres de santé (Objectif soins & Management est créé en mars 1992).
L'Infirmière magazine diversifie aussi ses supports. En mars 2002, le cahier technique de formation continue est fabriqué séparément du magazine, et en mai 2003 est créé Campus, trimestriel destiné aux étudiants en soins infirmiers, distribué gratuitement dans les Instituts de formation en soins infirmiers (Ifsi) et envoyé aux abonnés étudiants. Enfin, en mars 2005, à l'occasion du lancement d'une nouvelle formule, L'Infirmière magazine crée un supplément mensuel, alternativement consacré à la pédiatrie (supplément « santé des jeunes »), à la gériatrie (supplément « santé de nos aînés ») et à la psychiatrie (supplément « santé mentale »).

## Rubriques principales
Dans L'Infirmière magazine :
- Les pages actualités : l'actualité de la profession, de la santé et des partenaires de soins. Une page est consacrée à l'actualité internationale de la profession, notamment grâce à un partenariat avec les magazines britannique Nursing Standard et espagnol Enfermeria Facultativa.
- Éthique (les questions éthiques posées par l'actualité de la profession)
- Juridique (rubrique de deux pages, confiée à un juriste)
- Dossier (cinq pages)
- Enquête (trois pages)
- Reportage (six pages)
- Horizons (deux pages)
- Rencontre avec... (deux pages)
- Vécu (une ou deux pages)
- Offres d'emploi
- Agenda

Dans le Cahier de formation de L'Infirmière magazine :
- Cours (sept pages)
- Conduite à tenir
- Tout en images (une page)
- Mode opératoire

Dans les suppléments thématiques de L'Infirmière magazine :
- Questions à… (une page)
- Dossier (quatre à cinq pages)
- 24 heures avec… (quatre pages)
- Du côté des associations, des réseaux et des patients (deux à trois pages)
- Thérapeutiques (une page)
- Offres d'emploi
- Agenda

Dans les suppléments Campus :
- Actualités (cinq pages)
- Enquête (deux pages)
- Portrait (une page)
- Carrières (quatre pages)
- Pratique (deux pages)
- Juridique (deux pages)

## Concurrence
Les principaux concurrents de L'Infirmière magazine sont La Revue de l'infirmière et la Revue Soins, tous deux appartenant au groupe Elsevier.